# Generation snöflinga
Generation snöflinga (engelska: Generation Snowflake) är en politisk neologism som åsyftar unga människor, vanligen gymnasie- eller universitetsstudenter, som så långt möjligt försöker undvika emotionellt känsliga ämnen; eller avfärdar idéer eller åsikter, som inte överensstämmer med deras egna, som kränkande och upprörande. Snöflingan som analogi härstammar främst från individens föreställning av att vara unik. Begreppet kan även inbegripa stöd för inrättande av frizoner och för begreppet aktivator i utbildningsmiljön. Begreppet har också använts av den brittiska tidningen The Daily Telegraph och skribenter i GQ för att syfta på generation Y.

## Snöflinga som politiskt pejorativ term
Begreppet snöflinga har en politisk dimension och då med en pejorativ innebörd och används som en förolämpning, vanligen av den politiska högern mot den politiska vänstern. Inom den högerpolitiska retoriken har begreppet expanderat och omfattar alla med liberala värderingar oavsett ålder. Exempelvis används begreppet av högerextrema alternativa högern i USA som en nedsättande kommentar mot dem som kritiserar den amerikanska presidenten Donald Trumps politik och dem som försvarar värderingar som betecknas som politiskt korrekta.

## Bakgrund
Författaren Claire Fox redogör i boken I find that offensive för en händelse vid Yale University i november 2015. Ett filmklipp som visade en konfrontation mellan dekanen Nicholas A. Christakis och en "skränande, nästan hysterisk studentmobb" snabbt spreds på internet. Filmklippet orsakade omfattande reaktioner gentemot studenternas uppträdande och de omnämndes snart som generation snöflinga. Händelsen inträffade efter att studenterna ombetts att inte bära Halloween-dräkter som skulle kunna uppfattas som kränkande för minoritetsgrupper. Dekanens hustru, en universitetslärare, skickade då ut ett e-mail, där hon bad alla att ta det lugnt och inte uppfatta kostymerna som ett uttryck för okänslighet. Studenterna reagerade emellertid med ilska. 

## Karakteristika
Generation snöflinga "blir oerhört upprörda över idéer, tankar och liknande som går emot deras världsbild" och uppger oftare än tidigare studentgenerationer att de lider av psykiska åkommor. En undersökning som utfördes av UK Higher Education Policy Institute bland universitetsstudenter 2016 konstaterade att 76 % ville förbjuda talare som hade åsikter som gjorde studenterna upprörda, medan knappt hälften (48 %) ville att universiteten skulle klassas som frizoner där debatter endast får hållas enligt ett strikt regelverk. Åsikterna sammankopplas med en stark känsla av rättfärdighet.
Claire Fox anser att generation snöflinga skapats genom att de överbeskyddats som barn I Storbritannien anlitades Tom Bennett av regeringen för att hantera beteendeproblematik i skolorna. Han noterade att generation snöflinga kan bli överbeskyddade från verkligheten, något som leder till problem då de kommer till universitetet och möts av den riktiga världens sanningar. Detta leder till att de blir intoleranta mot människor och åsikter som de tror skulle kunna kränka någon.
Den negativa innebörden av begreppet generation snöflinga har kritiserats för att användas alltför svepande. Bennett noterade att "Det är sant att våra barn aldrig haft det så bra, och några har aldrig upplevt något annat än att ha allt man behöver. Det är ett faktum att, för en del barn, är avsaknaden av snabbt bredband en kris och att bli förolämpad på internet är en katastrof. /.../ Men sedan minns jag de andra, och jag antar att de uppväger varandra."

### Översättning
Den här artikeln är helt eller delvis baserad på material från engelskspråkiga Wikipedia.